# GP Большой Медведицы
GP Большой Медведицы (лат. GP Ursae Majoris), HD 89053 — одиночная переменная звезда в созвездии Большой Медведицы на расстоянии приблизительно 998 световых лет (около 306 парсеков) от Солнца. Видимая звёздная величина звезды — от +6,65m до +6,6m.

## Характеристики
GP Большой Медведицы — красная пульсирующая медленная неправильная переменная звезда (LB:) спектрального класса Ma.